# 김종익 (1886년)
우석 김종익(友石 金鍾翊)은 일제강점기의 기업가이다. 순천대학교, 순천고등학교, 순천중학교를 설립하고 경성여자의학강습소를 바탕으로 경성여자의학전문학교를 설립하였다. 장녀가 병사한 사건을 계기로 여자의학전문학교를 설립했다. 부인은 박춘자이다.